# 聯合真葉珊瑚
聯合真葉珊瑚（学名：Euphyllia cristata）为葵珊瑚科真葉珊瑚屬下的一个种。